# احتجاجات حركة لبيك باكستان أكتوبر 2021
احتجاجات حركة لبيك باكستان أكتوبر 2021 هي احتجاجات مستمرة في باكستان بدأت بعد فشل المفاوضات مع الحكومة بهدف إطلاق سراح زعيم حركة لبيك باكستان الأمير سعد حسين رضوي، وطرد السفير الفرنسي ردا على «إساءة بلاده للإسلام».

## خلفية
في وقت سابق من عام 2021 قادت «حركة لبيك باكستان» حملة عنيفة مناهضة لفرنسا منذ أن دافع الرئيس الفرنسي إيمانويل ماكرون عن حق نشر الرسوم الكاريكاتورية التي تصوّر النبي محمد باسم حرية التعبير. ودفعت الاحتجاجات بالسفارة الفرنسية لدى باكستان إلى إصدار تحذير للمواطنين الفرنسيين يدعوهم إلى مغادرة البلاد. أوقف زعيم حركة لبيك باكستان سعد رضوي في شهر أبريل، بعدما حظرت الحكومة الباكستانية حزبه رداً على احتجاجات عنيفة مناهضة لفرنسا. قتل ستة شرطيين في شهر أبريل عندما نظّمت الحركة تجمعات استمرت أياماً وشلت الطرق.

## الأحداث
تجمع يوم الجمعة 22 أكتوبر 2021 أكثر من ألف مناصر لحركة لبيك باكستان بعد الصلاة للمطالبة بالإفراج عن زعيمهم الموقوف، وقطعوا طرقات وألقوا مقذوفات. واستمرت الاحتجاجات ليوم السبت. غرد الحزب السبت أن «حركة لبيك باكستان فقدت شخصين مساء الجمعة وثلاثة آخرين اليوم بسبب رصاص الشرطة». لم تعلق الشرطة الباكستانية في لاهور على تلك التصريحات لكنّها أعلنت مساء الجمعة مقتل اثنين من عناصرها. أوقفت السلطات الباكستانية خدمات الهواتف الخلوية في مناطق من لاهور وأغلقت الطرق.
هدد مناصرو الحزب بالتوجه في مواكب نحو العاصمة إسلام أباد حيث أغلقت الشرطة الطرق بحاويات الشحن. كما تعهد الحزب بعدم وقف الاحتجاجات أو إجراء محادثات مع الحكومة حتى إطلاق سراح زعيمه. قطع وزير الداخلية شيخ رشيد أحمد زيارته إلى دبي لحضور مشاركة بلاده في بطولة كأس العالم للكريكيت، للعودة إلى باكستان نزولاً عند طلب رئيس الوزراء عمران خان وذلك لمراقبة الوضع. حاولت السلطات الباكستانية التفاوض مع الجماعة التي حشدت مؤيديها خارج مقرها في لاهور، وقال أحد زعماء الجماعة ويدعى محمد رضوان لرويترز: فشلت مفاوضاتنا، وأضاف أنه تمت دعوة النشطاء في مختلف أنحاء باكستان للتجمع في إسلام اباد.